# Páll Óskar Hjálmtýsson
Páll Óskar Hjálmtýsson, známý též pod uměleckým jménem Paul Oscar (* 16. března 1970, Reykjavík), je islandský popový zpěvák, diskžokej a skladatel otevřeně se hlásící ke své homosexuální orientaci.

## Životopis
Narodil se jako jedno ze sedmi dětí v rodině hudebníků, takže již v raném věku vystupoval jako interpret. V sedmi letech vydal svou první desku a ve svých dvanácti hrál hlavní roli v muzikálu Gummi-Tarzan podle dětské knížky dánského spisovatele Ole Lunda Kirkegaarda. Poškození hlasu znamenalo několikatelou zpěváckou pauzu. Ke zpěvu se Páll Óskar opět vrátil poté, co začal studovat na univerzitě, kde se účastnil pěvecké a hudební produkce. Později působil jako studiový zpěvák, vedle toho vystupoval v Reykjavíku jako drag queen a byl známý svými provokativními vystoupeními. Po uzavření klubu odešel do rádia, kde se proslavil jako diskžokej.
V roce 1993 se Páll Óskar v New Yorku seznámil s islandskými muzikanty Jóhannem Jóhannssonem a Sigurjonem Kjartanssonem a v říjnu téhož roku s nimi založil hudební skupinu Milljónamæringarnir (Milionáři). V létě 1994 vydali album Milljón á mann.
O rok později Páll Óskar prorazil jako sólový zpěvák. Vydal ve vlastním vydavatelství Paul Oscar Productions album Palli, které se stalo nejprodávanějším hudebním albem na Islandu v roce 1995.
V roce 1997 jako zástupce Islandu skončil na 20. místě v soutěži Eurovision Song Contest.

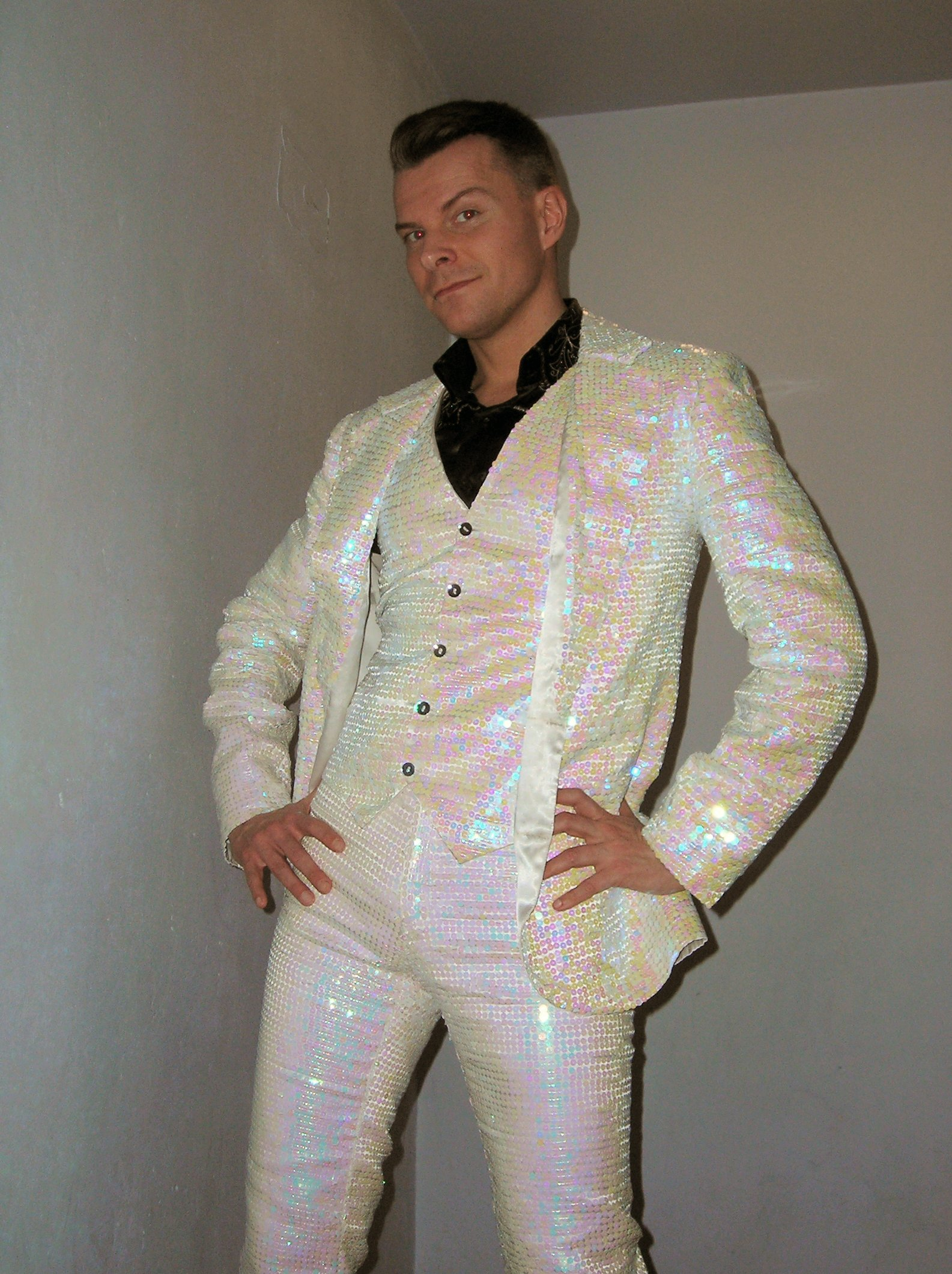
Páll Óskar

## Diskografie

### Alba
- Stuð (1993)
- Palli (1995)
- Seif (1996)
- Deep Inside (1999)
- Ef ég sofna ekki (2001)
- Ljósin heima (2003)
- Allt fyrir ástina (2007)
- Silfursafnið (2008)

### Singly
- Minn hinsti dans (1997)
- Allt fyrir ástina (2007)
- International (2007)
- Betra líf (2007)
- Er þetta ást? (2008)
- Þú komst við hjartað í mér (2008)
- Silfursafnið (2008)
- Sama hvar þú ert (2008)